# Bay of Plenty Steamers
Los Bay of Plenty Steamers son un equipo provincial profesional de Nueva Zelanda que representa a la Bay of Plenty Rugby Union de la Región de Bay of Plenty en competencias domésticas de rugby.
Participa anualmente en el National Provincial Championship, competición en la cual ha logrado un campeonato en el año 1976.
En el Súper Rugby es representado por el equipo de Chiefs.

## Historia
Fue fundada en 1911.
Desde el año 1976 participa en la principal competición entre clubes provinciales de Nueva Zelanda, en la cual lograron su primer campeonato y único campeonato hasta la fecha en 1976, coronándose como los primeros campeones de la competición.
Durante su historia han enfrentado a diferentes equipos nacionales, logrando triunfos sobre Australia e Italia, además ha sido visitado en varias ocasiones por los British and Irish Lions logrando un récord ante ellos de 4 derrotas y un empate.

## Palmarés

### Primera División
- National Provincial Championship (1): 1976

### Segunda División
- Championship de la Mitre 10 Cup (1): 2019
- Segunda División NPC (1): 2000
- Segunda División Norte NPC (1): 1978

## All Blacks

### 2000–09
- Kevin Senio – 2005
- Mike Delany – 2009
- Tanerau Latimer – 2009

### 2010–19
- Sam Cane – 2012
- Brodie Retallick – 2012
- Nathan Harris – 2012